# Sudesna yangi
Espèce
Sudesna yangi est une espèce d'araignées aranéomorphes de la famille des Dictynidae.

## Distribution
Cette espèce est endémique du Yunnan en Chine. Elle se rencontre dans le Dali.

## Description
Le mâle holotype mesure 3,76 mm et la femelle paratype 3,78 mm, les mâles mesurent de 3,76 à 4,15 mm et les femelles de 3,78 à 4,57 mm.

## Systématique et taxinomie
Cette espèce a été décrite par Wang, Peng et Zhang en 2025

## Étymologie
Cette espèce est nommée en l'honneur de Zi-zhong Yang.

## Publication originale
- Wang, Peng & Zhang, 2025 : « Six new species and a new synonym of the mesh-web spider genus Sudesna Lehtinen, 1967 (Araneae, Dictynidae) from China. » ZooKeys, vol. 1234, p. 127-149 (texte intégral).